# 攻撃防御方法
攻撃防御方法（こうげきぼうぎょほうほう）とは、日本の民事訴訟法上の概念であり、攻撃方法と防御方法の総称である。判決の基礎となるべき訴訟資料（主張および証拠の申出）のうち、原告による請求（攻撃）を基礎づけるものを攻撃方法といい、被告による棄却または却下を求める答弁（防御）を基礎づけるものを防御方法という。

## 法令上の用語
民事訴訟法などの法令の本文においては、「攻撃又は防御の方法」（または文脈によっては「攻撃若しくは防御の方法」）という表現が用いられている。もっとも見出しにおいては「攻撃防御方法」との用語が用いられている。